# Christiane Goeminne
Christiane Goeminne est une cycliste belge.

## Palmarès sur route
- 1965
  - Auderghem
  - Oosteeklo
  - Lovendegem
  - Oostrozebeke
  - Maarke-Kerkem
  - Balgerhoeke
  - Lier
  - Athis
  - Halle
  - Geel
  - Nederename
  - Hemiksem
- 1966
  - Relegem
  - GP Stad Roeselare
  - Sombreffe
  - Nederename
- 1967
  - Zelzate
- 1969
  - 3e du championnat de Belgique sur route
- 1973
  - 2e du championnat de Belgique sur route
- 1975
  - 2e du championnat de Belgique sur route
- 1976
  - 2e du championnat de Belgique sur route
- 1978
  - 2e du championnat de Belgique sur route

## Palmarès sur piste

### Championnats nationaux
- 1965
  -  Championne de la vitesse
  - 2e de la poursuite
- 1966
  - 2e de la poursuite
  - 3e de la vitesse
- 1967
  -  Championne de la vitesse
  - 2e de la poursuite
- 1969
  -  Championne de la vitesse
- 1974
  - 2e de la poursuite
  - 2e de la vitesse
- 1975
  -  Championne de la vitesse
  - 3e de la poursuite
- 1976
  -  Championne de la vitesse
- 1977
  - 2e de la vitesse